# Ernst Gottlieb Bose
Ernst Gottlob Bose  (* 30 de abril de 1723 en Leipzig, † 22 de septiembre de 1788 ) era un botánico y médico alemán.

## Vida
Bose provenía de una familia importante en Leipzig, estrechamente vinculado a la familia de Johann Sebastian Bach a  la que estaba conectado. Se graduó en la Universidad de Leipzig en 1745; tuvo una Maestría en Filosofía. A partir de entonces se dedicó a las ciencias médicas y obtuvo un doctorado en 1748 como doctor en medicina. En 1755, obtuvo la cátedra de Botánica en la Facultad de Leipzig. En 1763 se convirtió en profesor de fisiología y en 1773 su cátedra de anatomía y fisiología que ocupó hasta su muerte.
Bose se caracterizó por una educación amplia e integral y disfrutó de un amplio reconocimiento entre sus contemporáneos. Sus logros literarios, con un contenido la mayor parte botánico y anatómico, se establecen en un número muy grande de escritos académicos. Además, también participó en el trabajo de organización de la Academia de Leipzig y fue en el semestre de invierno de 1773, el rector del alma mater.

## Epónimos
El género Bosea fue otorgado en su honor.

## Publicaciones
- Ep. de iure animantium naturali. Leipzig 1744
- Diss. de nodis plantarum. Leipzig 1747
- Diss. de assimilatione alimentorum. Leipzig 1752
- Diss. de radicum in plantis ortu et directione. Leipzig 1754
- Progr. de secretione humorum in plantis. Leipzig 1754
- Panegyricus memoriae J. G. Günzii dicatus, quo iunions meritique Medici mortem praematuram vitio carere declaratur. Leipzig 1755
- Diss. de vulnere per se lethali homicidam non excusante. Leipzig 1758
- De anastomoseos vasorum corporis humani dignitate. Leipzig 1761
- Decas libroum anatomicorum variorum. Leipzig 1761
- Diss. de nervorum aetione ex collisione. Leipzig 1762
- Progr. de futurarum cranii humani fabrica. Leipzig 1763
- Diss. de virium corporis huniani scrutinio medico. Leipzig 1766
- Diss. de morbo miliari. Leipzig 1767
- Progr. de venaesectione in puerperis. Leipzig 1768
- Diss. de diagnosi vitae foetus et neogeniti. Leipzig 1771
- Progr. de enterocele ischiatica. Leipzig 1772
- Historia cordis villosi. Leipzig 1771
- Progr. de ustione in rhevmatismo et arthritide. Leipzig 1771
- Progr. II de lacte oberrante. Leipzig 1772
- Progr. de fugillatione in foro caute diiudicanda. Leipzig 1773
- Progr. de structura corporis humani sanitatis diversae causa. Leipzig 1773
- Progr. de seri sanguinis consideratione in medicina clinica et foiensi. Leipzig 1774
- Progr. de diagnosi veneni ingesti et sponte in corpore geniti. Leipzig 1774
- Progr. de munimentis viscerum. Leipzig 1774
- Diss. de morbis mentis delicta excusantibus. Leipzig 1774
- Progr. de miasmate morboso in corpore oherrante. Leipzig 1774
- Diss. I et II de respiratione foetus et neogeniti. Leipzig 1774
- Progr. de caussis morborum occasionslibus. Leipzig 1774
- Adversaria de apostematibus. Leipzig 1775
- Diss. de vesicatoriis recte utendis. Leipzig 1776
- Progr. de hepate recto. Leipzig 1776
- Progr. de praeternaturali pilorum proventu. Leipzig 1776
- Progr. Coalitus viscerum ventris historia. Leipzig 1776
- Diss. de corporis humani laesionibus caute diiudicandis. Leipzig 1777
- Progr. III de generatione hybrida. Leipzig 1777
- Progr. de heroiae inguinalis diagnosi. Leipzig 1777
- Progr. de heroiae inguinalis cura animadversiones. Leipzig 1778
- Progr. de sanguinis splenicae coniertua. Leipzig 1778
- Progr. De membranarum ortu. Leipzig 1778
- Diss. de graviditate variorum morboruin medela. Leipzig 1778
- Progr. II de indicio sussocati in partu foetus in soro adhibendo. Leipzig 1778, 1779
- Diss. de diverticulis intestinorum. Leipzig 1779
- Progr. de conseusu solidarum et fluidaium corporis humani partium. Leipzig 1779
- Progr. uteri per morborum bifidi exemplum. Leipzig 1779
- Progr. de rene per hydatidem penitus distracto. Leipzig 1780
- Progr. de gibhosorum ex rachitide molestiis. Leipzig 1781
- Progr. Gibhosae ex rachitide exemplum. Leipzig 1781
- Progr. de lacte oberrante. Leipzig 1782
- Progr. de causis sanitatem publicam impedientibus. Leipzig 1783
- Diss. de corpore delicti medice indanando. Leipzig 1783
- Progr. de morbis necessariis. Leipzig 1783
- Progr. ile stati humanorum, a medico clinico et forensi diiudicanda. Leipzig 1783
- Progr. de fabrica vasculosa vegetabili et animali. Leipzig 1783
- Diss. de remediis ambiguis et suspectis. Leipzig 1784
- Progr. de uiorhis necellariis. Leipzig 1784
- Progr. de iudicio vitae ex neogenito putrido. Leipzig 1785
- Progr. dc erysipelate intestinorum. Leipzig 1785
- Progr. de morte foetus eiusque dingnosi. Leipzig 1785
- Progr. de vulneribus cordis in soro absolute lethalibus. Leipzig 1785
- Progr. de mutato per morbum colore corporis humani. Leipzig 1785
- Progr. de vita foetus post mortem matris superstite. Leipzig 1786
- Progr. de noxis ex nimia mentis contentione. Leipzig 1786
- Progr. de contagii natura animadversiones. Leipzig 1786
- Progr. de cauto remediorum diureticor. usu. Leipzig 1787
- Progr. de suctione, iufido calculum extrahendi auxilio. Leipzig 1787
- Progr. de scrophulis uteri sterilitatis feminarum caussa. Leipzig 1787
- Diss. de scropbularum natura. Leipzig 1787
- Progr. Paraenesis ad Studiosos, studia litterarum cum assiduitate tractanda esse. Leipzig 1787
- De phantasia laesa, graviuin morborum matre. Leipzig 1788